# تپه سرگول کوچک خرگش (ک - ۵۷)
تپه سرگول کوچک خرگش (ک - ۵۷) مربوط به دوران پیش از تاریخ ایران باستان است و در شهرستان کنگاور، روستای اسلام‌آباد واقع شده و این اثر در تاریخ ۲۴ فروردین ۱۳۸۲ با شمارهٔ ثبت ۸۱۲۶ به‌عنوان یکی از آثار ملی ایران به ثبت رسیده است.